# Rick Tubbax & The Taxi's
Rick Tubbax & The Taxi's was een Belgische muziekgroep uit Leuven die rond 1980 actief was.
Stichtende leden Rick Tubbax en Walter Vandersypen waren klasgenoten in Korbeek-Lo. Ze speelden gitaar en schreven samen nummers. Vanaf 1975 traden ze op als duo op free podia. Zo ontstond hun eerste muziekgroep The Lefthanded Bodyguard And His Funeral Band, later simpelweg The Funeral Band. In 1977, onder invloed van de opmars van punk en new wave in Leuven, veranderde de groep van sound en van naam. Vanaf dan heette de band Rick Tubbax & The Taxi's, met, naast Tubbax en Vandersypen, de leden Erik Arend (drums), Ludo Abts (toetsen) en Gie Dierick (bas).
In 1979 kwam een eerste single uit: When The Weekend Comes (A-kant) / Bojangle Plays Tonight (B-kant). Deze plaat kwam uit op 500 exemplaren in eigen beheer op het label 'Taxi Records'. Producer was Jean-Marie Aerts. Vooral het nummer Bojangle Plays Tonight werd breed opgepikt door Vlaamse radiozenders en muziekpers. Het nummer verscheen op het Belgische verzamelalbum Get Sprouts, dat door de bank ASLK op 100.000 exemplaren werd verspreid. Door deze belangstelling kon de band intensief gaan optreden, en vond aansluiting bij de eerst Belgische rockwave met onder andere Jo Lemaire, De Kreuners en The Kids.
In 1980 werd de band getekend door platenlabel RKM, destijds bekend als label van Plastic Bertrand en Lou & The Hollywood Bananas. Een nieuwe single Breaking up werd een hit in Vlaanderen, en kreeg in 1980 de award Beste Belgische Productie bij het jaarlijkse evenement Radio 2 Zomerhit.
Hierna volgden nog enkele singles, maar het succes van de eerste hits werd niet meer geëvenaard. De band wisselde enkele keren van bezetting, bracht in 1983 nog de verzamelplaat Rick Tubbax & The Taxi's uit op het label Racoon Records [dode link], en werd vervolgens opgeheven. Tubbax werd muziekjournalist bij Humo, en vervolgens manager van muzikanten en tv-persoonlijkheden.

## Discografie
Albums
- 1983 - Rick Tubbax & The Taxi's

Singles
- 1979 - When The Weekend Comes/Bojangle Plays Tonight
- 1980 - Breaking Up
- 1980 - Moods
- 1981 - Tonight
- 1982 - Credo
- 1982 - Too Late (You're gone)